# Aeródromo de Vorkutá-Sovetskiy
El Aeródromo de Vorkutá-Sovetskiy (en ruso: Аэродром Воркута IATA: , ICAO: XUIK) es un aeropuerto militar situado a 11 km al este de la ciudad de Vorkutá y a 2 km al sudeste de la población de Sovetskiy, en la República Komi, Rusia. 
El aeropuerto civil más cercano es el aeropuerto de Vorkutá.

## Pista
El aeródromo de Vorkutá-Sovetskiy dispone de una pista de hormigón en dirección 02/20 de 3.550x78 m. (11.646x255 pies). Esta pista es una de las mayores en la zona ártica de Rusia. Construida en 1950, en la década de los 80 fue renovada y preparada como pista de reserva en caso de emergencia para el transbordador espacial soviético "Burán".

## Operaciones militares
La base fue construida para alojar a los bombarderos intercontinentales de largo alcance. Operada por el OGA (Grupo de Control del Ártico), alojó al escuadrón 364 OSAE (Independent Composite Aviation Squadron).